# Sverre Magnus Norský
Princ Sverre Magnus Norský  (* 3. prosince 2005 Oslo) je mladší dítě norského korunního prince Haakona a korunní princezny Mette-Marit, zároveň jediný vnuk krále Haralda V. a královny Sonji. Je třetí v řadě nástupnictví na norský trůn, na kterém v současné době vládne král Harald V., po svém otci a starší sestře princezně Ingrid Alexandře.

## Narození a křest
„Magnus“, jak mu doma říkají, se narodil stejně jako jeho starší sestra, princezna Ingrid Alexandra, ve Fakultní nemocnici v Oslu a to dne 3. prosince 2005 v 10.45 SEČ, ještě ten den byl se svou matkou z nemocnice propuštěn. Po narození princ měřil 52 centimetrů a vážil 3 944 gramů. Dva dny po jeho narození oznámil král Harald V. na Státní radě princovo jméno a titul: “Jeho výsost Princ Sverre Magnus Norský“ .
Co se týče princových křestních jmen, tak rodiče patrně hledali inspiraci v norské historii, obě jeho jména mají totiž svou norskou královskou historii. Jméno „Sverre“ dostal po norském králi z 12. století, jeho druhé jméno „Magnus“ není o nic méně historické než to první, je to rovněž jméno mnoha norských králů a je to dokonce i prostřední jméno jeho otce korunního prince Haakona. Mnoho Norů a královských pozorovatelů dokonce hodnotilo výběr jeho jmen jako velmi zdařilý.
Křtiny prince Sverra Magnuse se konaly 4. března 2006 v kapli Královského paláce v Oslu. Obřad vedl biskup Ole Christian Kvarme. Stejně jako jeho starší sestra Ingrid Alexandra měl i on hned několik kmotrů:
- Královna Sonja (jeho babička)
- Princezna Máxima Nizozemská
- Korunní princ Pavlos Řecký
- Princezna Rosario Bulharská| Norská královská rodina                                                                                                                                                                                                                          |
| Norská královská rodina |
| --- |
| glücksburští Oldenburkové |
| Král Královna - Korunní princ Korunní princezna - Princezna Ingrid Alexandra - Princ Sverre Magnus - Pan Marius Borg Høiby - Princezna Märtha Louisa - Slečna Maud Angelica Behnová - Slečna Leah Isadora Behnová - Slečna Emma Tallulah Behnová |
| - Princezna Astrid, paní Fernerová |
| z • d • e |
- Espen Høiby (bratra jeho matky)
- Bjørn Steinsland
- Marianne Gjellestad

Kromě jeho kmotrů a členů norské královské rodiny se křtu zúčastnilo mnoho členů zahraničních královských rodin např. dánská královna Markéta II., tehdejší korunní princ Frederik Dánský a jeho manželka Mary nebo švédská korunní princezna Victoria.

## Vzdělávání
Počínaje 18. srpnem 2011, Sverre Magnus začal navštěvovat základní školu Jansløkka, místní státní školu, kterou navštěvovala jeho sestra a nevlastní bratr. Dne 17. června 2014 norská královská rodina informovala veřejnost, že od začátku školního roku 2014–2015 přestoupí Sverre Magnus do soukromé montessori školy v Oslu. Jeho sestra, princezna Ingrid Alexandra, měla přestoupit na soukromou anglickou školu v Oslu.

## Ústavní status
Ústava Norska byla změněna v roce 1990, aby byla zavedena absolutní primogenitura a zajistilo se, že koruna přejde na nejstarší dítě bez ohledu na pohlaví, ale aby byl korunní princ udržen před svou starší sestrou, princeznou Martou Louisou, tak se tato změna poprvé vztahovala až na děti korunního prince, což znamená, že Sverre Magnus se nezařadil nad svou starší sestru, jak by tomu bylo podle dřívějších ústavních pravidel. Sverre Magnus je třetí v řadě následnictví norského trůnu po své sestře. Je členem královské rodiny, nikoli však královského domu, který tvoří pouze jeho prarodiče, rodiče a sestra.
Je zahrnut do linie následnictví na britský trůn.

## Tituly
Princ Sverre Magnus je oslovován jako Jeho Výsost princ Sverre Magnus Norský, na rozdíl od své sestry, která je oslovována jako Její královská Výsost.